# Edayanchavadi
Edayanchavadi es una ciudad censal situada en el distrito de Tiruvallur en el estado de Tamil Nadu (India). Su población es de 12119 habitantes (2011). Se encuentra a 44 km de Tiruvallur y a 14 km de Chennai.

## Demografía
Según el censo de 2011 la población de Edayanchavadi era de 12119 habitantes, de los cuales 6042 eran hombres y 6077 eran mujeres. Edayanchavadi tiene una tasa media de alfabetización del 85,16%, superior a la media estatal del 80,09%: la alfabetización masculina es del 90,76%, y la alfabetización femenina del 79,57%.